# Roca de Vidal
La Roca de Vidal és una muntanya de 406 metres que es troba al municipi del Montmell, a la comarca del Baix Penedès.